# Pleurodema nebulosa
Pleurodema nebulosa é uma espécie de anfíbio  da família Leptodactylidae.
É endémica da Argentina.
Os seus habitats naturais são: matagal de clima temperado, matagal árido tropical ou subtropical, campos de gramíneas de clima temperado, campos de gramíneas subtropicais ou tropicais secos de baixa altitude, campos de gramíneas de baixa altitude subtropicais ou tropicais sazonalmente húmidos ou inundados, campos de altitude subtropicais ou tropicais, marismas intermitentes de água doce, terras aráveis, pastagens, lagoas, terras irrigadas e áreas agrícolas temporariamente alagadas.